# James Reineking
Prof. James Reineking (Minot (North Dakota), 6 oktober 1937 – München, 25 augustus 2018) was een Amerikaanse beeldhouwer en tekenaar.

## Leven en werk
James Reineking studeerde aan enkele Amerikaanse universiteiten en kreeg, na afsluiting van zijn studie met een Master of Fine Arts in 1967, enkele beurzen. Hij doceerde aan diverse universiteiten in de Verenigde Staten en ging in 1970 naar New York. In dat jaar kreeg hij ook zijn eerste expositie in het San Francisco Museum of Modern Art. In 1972 werd hij uitgenodigd voor de Whitney Biennial in New York. In 1977 nam hij deel aan Skulptur.Projekte in Münster en aan documenta 6 in Kassel. In 1980 had hij zijn eerste solo-expositie in de Baxter Art Gallery in Pasadena (Californië), gevolgd door een expositie met de Amerikaanse schilder Robert Mangold in de Kunsthalle Bielefeld.
Latere tentoonstellingen vonden plaats in Californië, Dublin, Aalborg, Brussel, Humlebaek en in de Duitse steden:
- Hamburger Kunsthalle in Hamburg (1982),
- Lehmbruck-Museum in Duisburg (1985),
- Kunsthalle Bremen in Bremen (1986),
- Wilhelm-Hack-Museum in Ludwigshafen (1987),
- Kunsthalle zu Kiel in Kiel (1989),
- Museum St. Wendel in St. Wendel (2005),
- Kunsthalle Mannheim in Mannheim (2008),
- Haus der Kunst in München (2008).

Het werk van Reineking kan gerekend worden tot de kunststromingen minimal en conceptual art.
Sedert 1980 woonde Reineking in Duitsland (Keulen). Van 1990 tot 2003 was hij hoogleraar beeldhouwkunst aan de Akademie der Bildenden Künste München. Hij woonde en werkte sindsdien in München.

## Werken (selectie)
- 1971/78: Touching, Neue Nationalgalerie in Berlijn
- 1972: Trace, Forumsplatz der Ruhr-Universität in Bochum
- 1974: Circular-Rune
- 1975/77: Dislocator, Museum Folkwang, Essen
- 1977: Synclasticon, Münster
- 1977/79: Double-Halfed, beeldenroute Kunstpfad Universität Ulm in Ulm
- 1981: Anrührung, Skulpturenpark Schloss Morsbroich in Leverkusen
- 1982: Innen-Außen-Neben, buitencollectie Skulpturenmuseum Glaskasten in Marl
- 1985: Träger, Skulpturenpark Schloß Philippsruhe in Hanau
- 1987: Negative Shift in Vejle, Denemarken
- 1988: Rim, Yellowstone Art Museum in Billings (Montana), Verenigde Staten
- 1995: Ohne Titel, Galerie Rupert Walser in München
- 1996: Untitled (for Leo), Straße der Skulpturen (St. Wendel)
- 1998: Relation, Universiteit München in München
- 1999: Zwei gleiche Massen, Hochschule Fulda in Fulda
- 2000: Glacier, Skulpturenweg Salzgitter-Bad (onderdeel van de Europese Straße des Friedens) in Salzgitter

## Fotogalerij

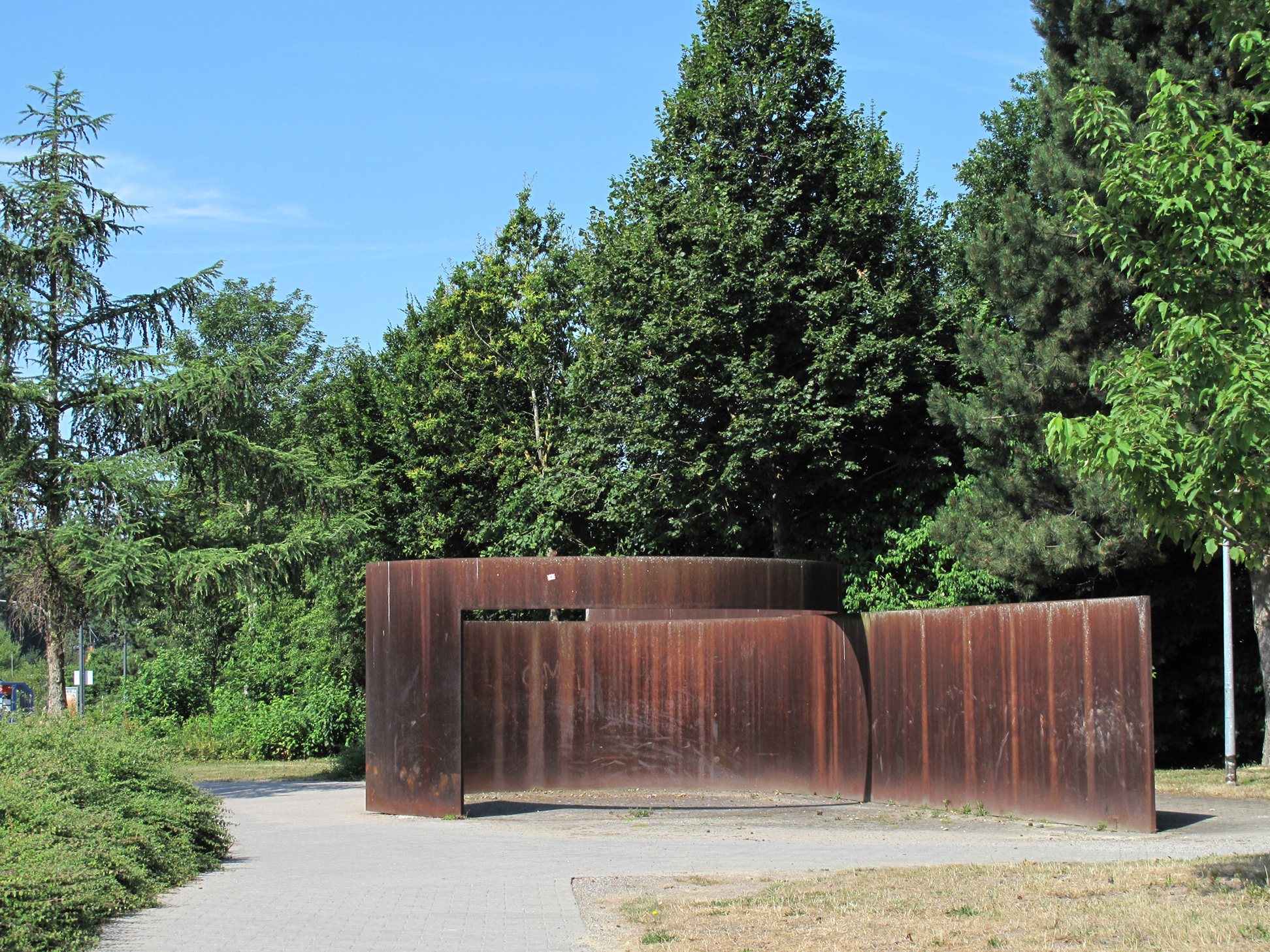
Double-Halfed (1977/79), Ulm
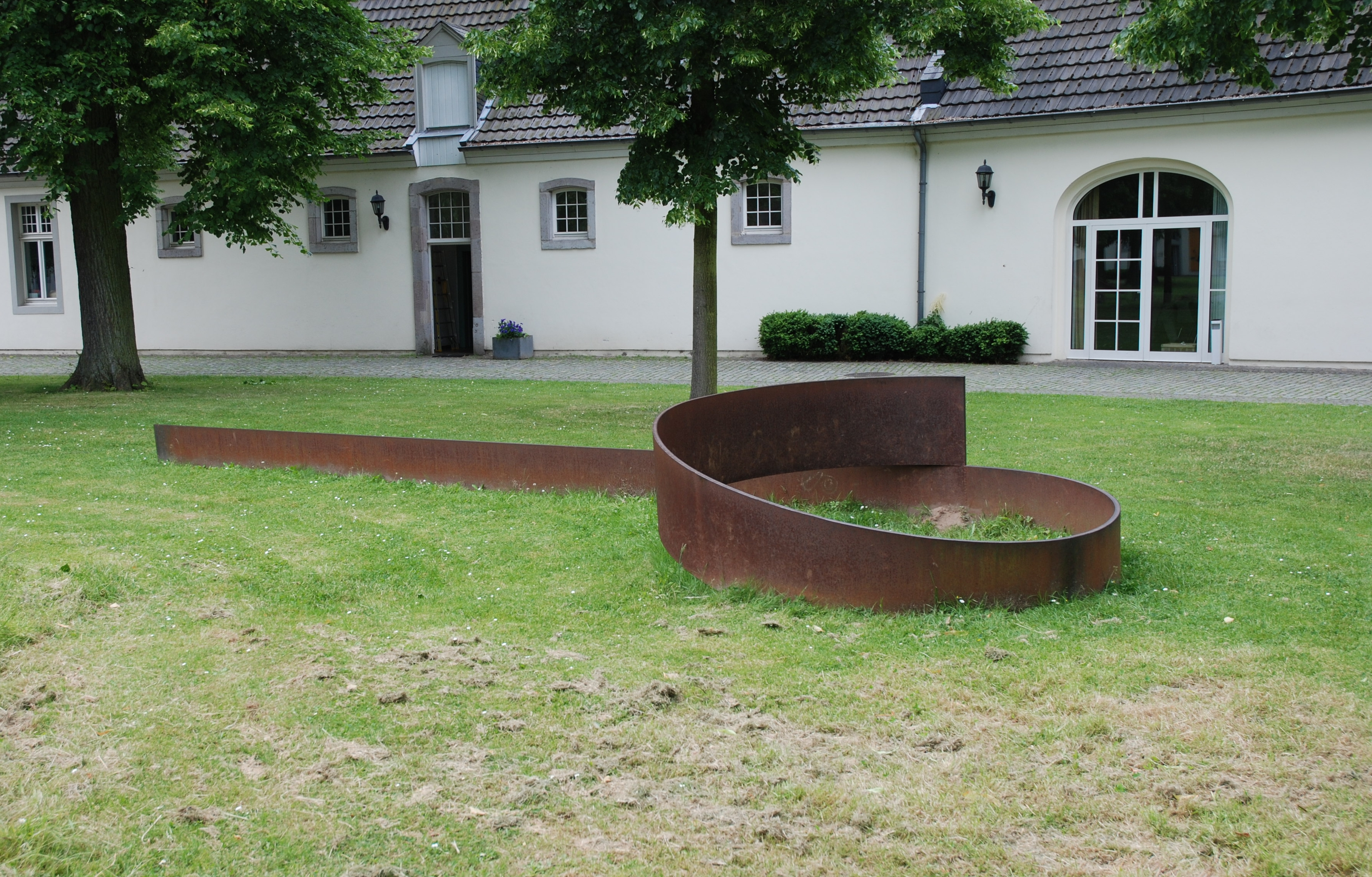
Anrührung (1981), Leverkusen
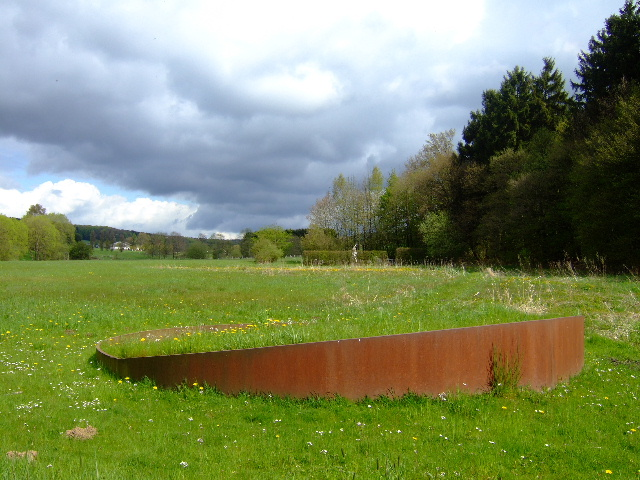
TAL-tilt (1989), Skulpturenpark Im Tal
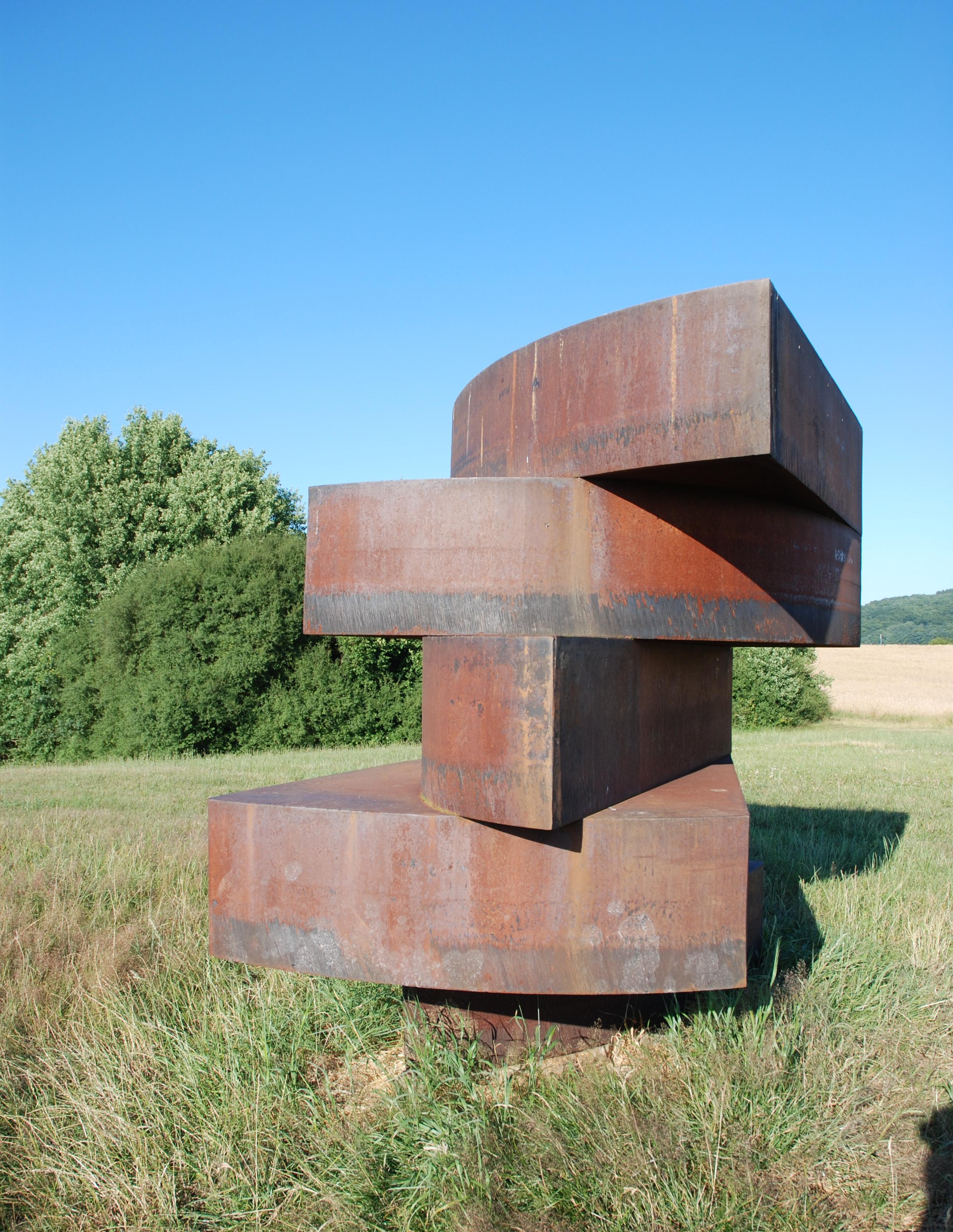
Untitled, for Leo (1996)